# 南塔拉瓦
南塔拉瓦（基里巴斯语：Tarawa Teinainano）是大洋洲國家基里巴斯的经济中心，位于塔拉瓦环礁南部，由数个小岛组成。
南塔拉瓦拥有基里巴斯将近一半的人口，而其人口中心包括从西面的贝蒂奥岛（Betio）到东面的邦里基（Bonriki）之间的所有小岛，而这些小岛被基里巴斯的主路连接起来。南塔拉瓦也是基里巴斯共和国大部分政府机关、商业设施、教育设施所在地，包括位于拜里基（Bairiki）的政府部门和高级专员公署，贝蒂奥岛的基里巴斯高等法院和港口等。

## 地理

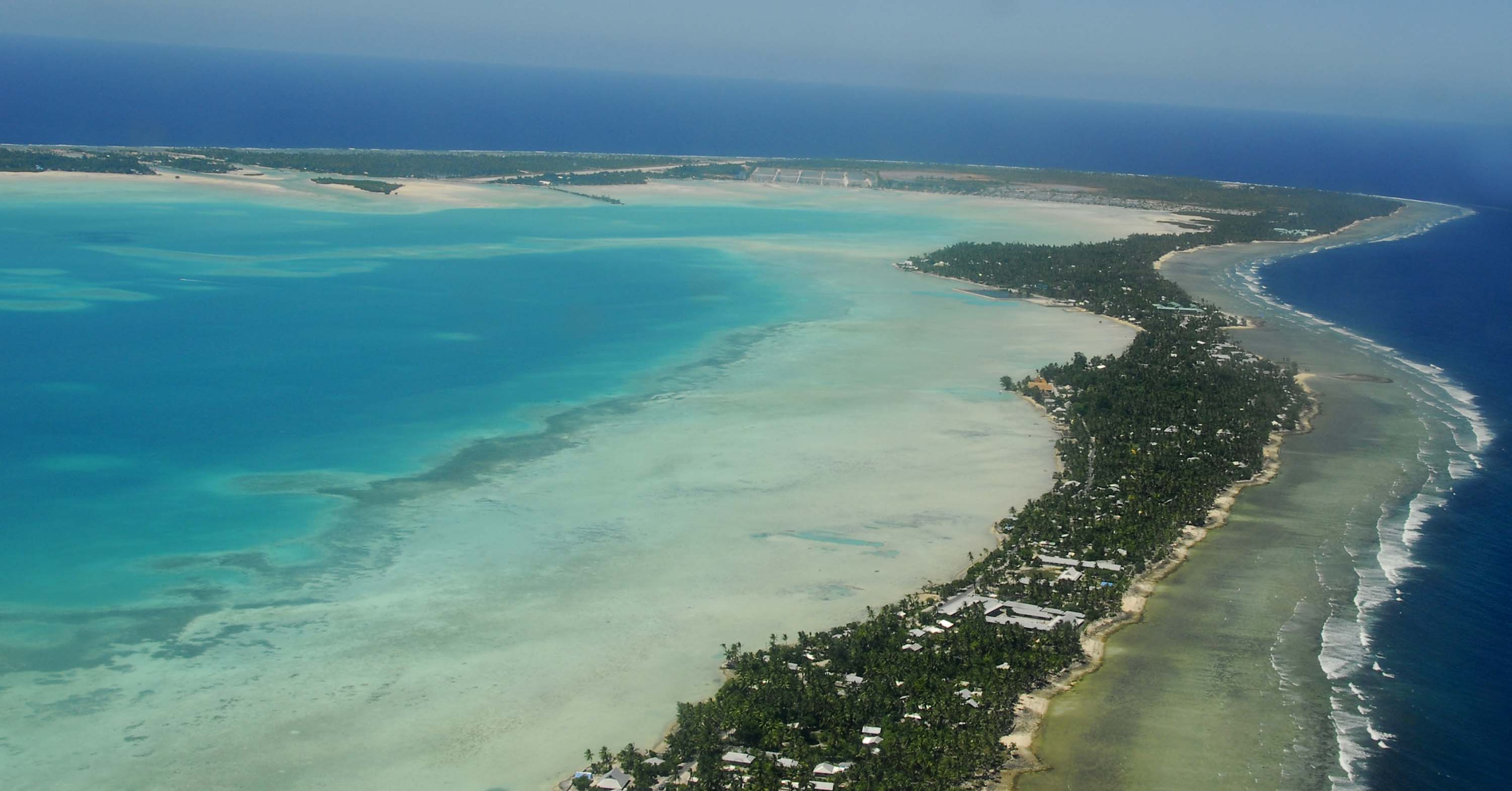
南塔拉瓦是塔拉瓦潟湖（左）与太平洋之间的狭长岛群

南塔拉瓦是北至塔拉瓦潟湖，南至太平洋之间的岛群。岛屿形成在潟湖上的沉积物上。南塔拉瓦的海拔大部分都低于3米，平均宽度也只有450米。如今所有岛群都已被长堤连接，沿着塔拉瓦潟湖南面的暗礁上形成一个长长的岛群。

## 行政區劃
南塔拉瓦分為两個行政區：
- 泰奈纳诺市委员会：管辖除贝蒂奥岛以外的南塔拉瓦
- 贝蒂奥镇委员会：管辖贝蒂奥岛

## 经济

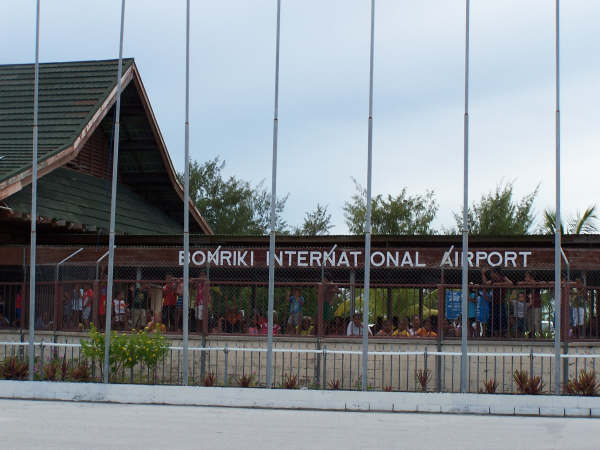
邦里基國際機場

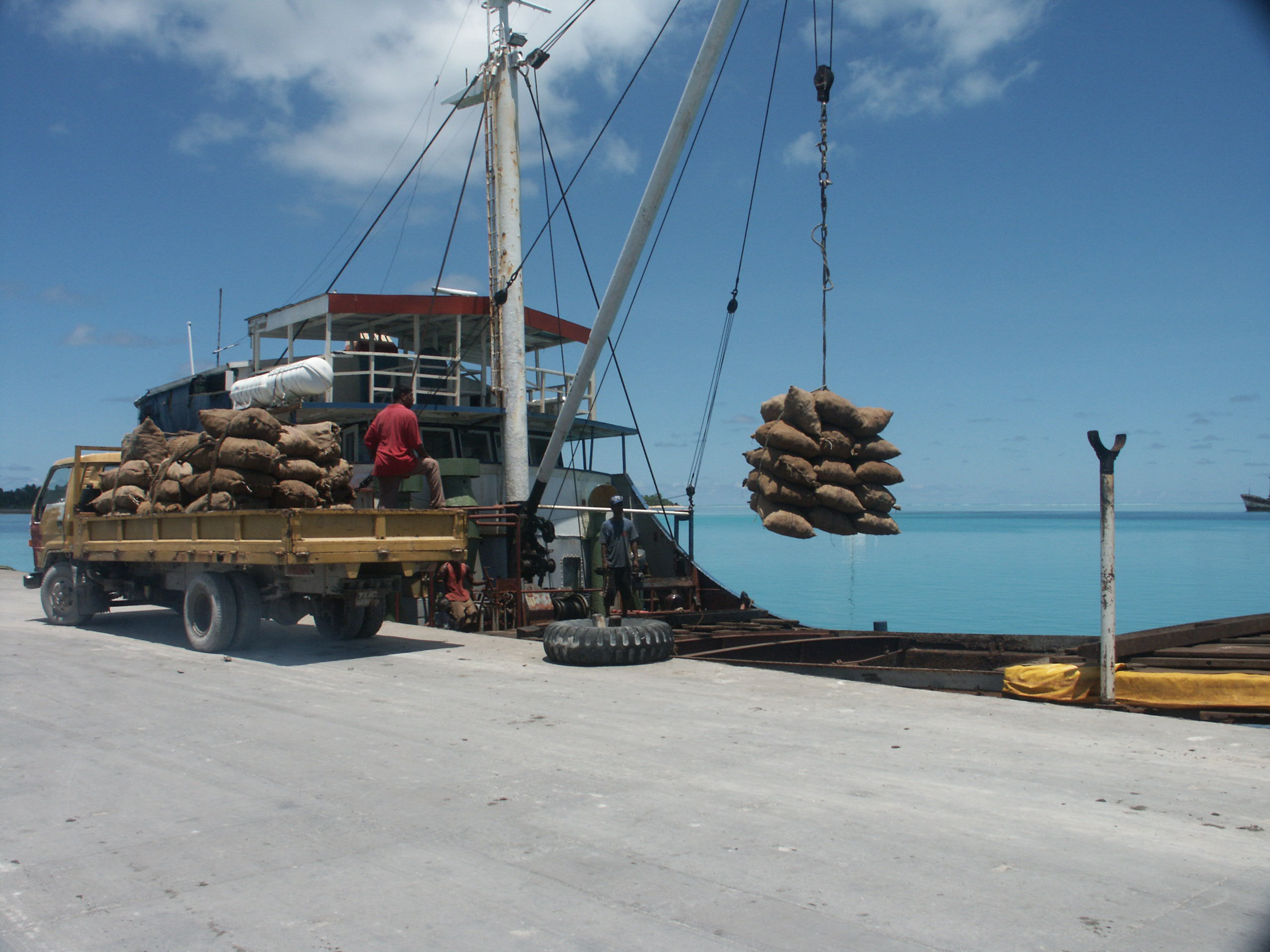
贝蒂奥港

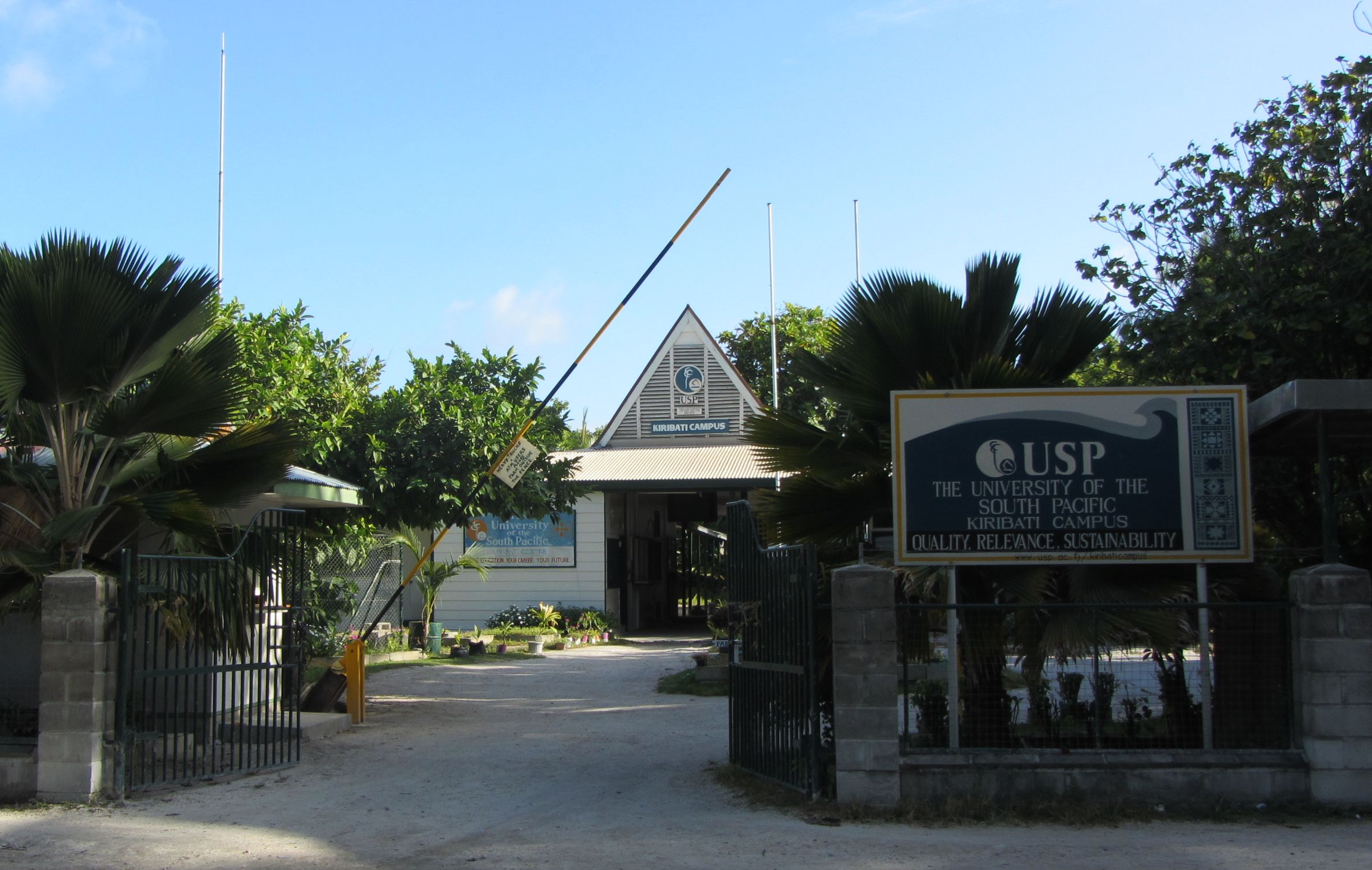
南太平洋大學吉里巴斯校區

南塔拉瓦是基里巴斯的经济中心，拥有该国主要港口和机场，该国大多数的国营企业和私营企业也在此处。外岛出产的椰子在贝蒂奥岛上进行加工，生产出的椰子油被賣到国际市场，剩余部分则在本地出售。岛上还有生产出口金枪鱼的渔业加工工厂。然而比出口更重要的是进口，南塔拉瓦的大多数居民都依赖于政府就业和海外亲戚汇回国内的外汇收入。